# Henry George
|  | Per a altres significats, vegeu «Henry George (ciclista)». |

Henry George   (Filadèlfia, 2 de setembre de 1839 - Nova York, 29 d'octubre de 1897) fou un escriptor, periodista, polític i economista estatunidenc. Va ser la persona que més va defensar l'impost sobre el valor de la terra, anomenat l'impost únic sobre la terra. El valor de la terra també es coneix com a renda econòmica de la terra o renda de la terra. George va inspirar la doctrina econòmica anomenada georgisme o geoisme, que consisteix que la gent és propietària del que ha creat amb el seu treball però tot el que ha creat la naturalesa, sobretot la terra, pertany a la humanitat.
El seu llibre més conegut és Progress and Poverty (Progrés i Misèria) (1879). És un tractat on parla dels problemes econòmics de la societat del segle dinou als Estats Units, com l'especulació, l'atur i les crisis econòmiques. En aquest llibre també dona una solució a aquests problemes, com posar un impost al valor de la renda de la terra i treure tots els altres impostos que castiguen el treball.
Com a polític, es va presentar a les eleccions per ser alcalde de Nova York. Tot i que no va guanyar, va comptar amb el suport del futur esperantista i candidat a president dels Estats Units Charles H. Matchett.[1]
A Catalunya, un dels seus seguidors més coneguts va ser Jesús Paluzie.

## Obres
- Progress and Poverty, 1879
- The Land Question, 1881
- Social Problems, 1883
- Protection or Free Trade, 1886
- A Perplexed Philosopher, 1892

Science of political economy, 1898

- The Science of Political Economy, 1898
- Our Land and Land Policy, 1871
- The Condition of Labor, 1891

Obres relacionades
- Barker Charles Albro. Henry George. Oxford University Press i Greenwood Press, 1955; ISBN 0-8371-7775-8
- Hudson Michael, Miller G.J. & Feder Kris, A Philosohy for a Fair society, 1994
- George Henry Jr. The Life of Henry George, 1904
- CEEPN (Centre d'estudis d'Economia Política Natural). El georgisme, una economia pel segle XXI, 1994; ISBN 84-85238-85-0
- Andelson Robert V, Commons without tragedy, 1991
- Gaffney Mason & Harrison Fred, The corruption of economics, 1994